# Јањари
Јањари су насељено мјесто у општини Угљевик, Република Српска, БиХ. Према попису становништва из 2013. у насељу је живјело 502 становника.

## Географија
Јањари заједно са насељеним мјестом Атмачићи представљају једну мјесну заједницу. Село је великим дијелом обновљено прије свега преко хуманитарних организација (преко 100 кућа), буџетом општине Угљевик (асфалтиран је пут у дужини 1.250 m, направљено фудбалско игралиште димензија 30 x 20 m, урађена градска расвјета исл).

## Становништво
Почетком рата у БиХ, становништво ове мјесне заједнице је избјегло јуна 1992. године у Теочак. Велики број мјештана се раштркао по бијелом свијету. Завршетком рата радило се на повратку становништва. До данас се вратило око 70% мјештана, док остали још увијек повремено долазе како из Тузле (гдје сада бораве) тако и из Аустралије, Европе, Америке.
| Националност       | 1991.        | 1981.        | 1971.        |
| Муслимани          | 635 (97,54%) | 643 (97,72%) | 698 (97,76%) |
| Срби               | 0            | 2 (0,30%)    | 3 (0,42%)    |
| Југословени        | 6 (0,92%)    | 10 (1,52%)   | 2 (0,28%)    |
| Хрвати             | 1 (0,15%)    | 1 (0,15%)    | 1 (0,14%)    |
| остали и непознато | 9 (1,38%)    | 2 (0,30%)    | 10 (1,40%)   |
| Укупно             | 651          | 658          | 714          |

1. ↑  Муслимани се данас изјашњавају као Бошњаци.